# 楫取魚彦
楫取 魚彦（かとり なひこ、享保8年3月2日（1723年4月6日） - 天明2年3月23日（1782年5月5日））は、江戸時代中期の国学者・歌人・画家。
本名は伊能景良。通称は茂左衛門。号は青藍・茅生庵（ちぶあん）。同郷で遠縁の親族が測量家の伊能忠敬（伊能三郎右衛門家）である。

## 略歴

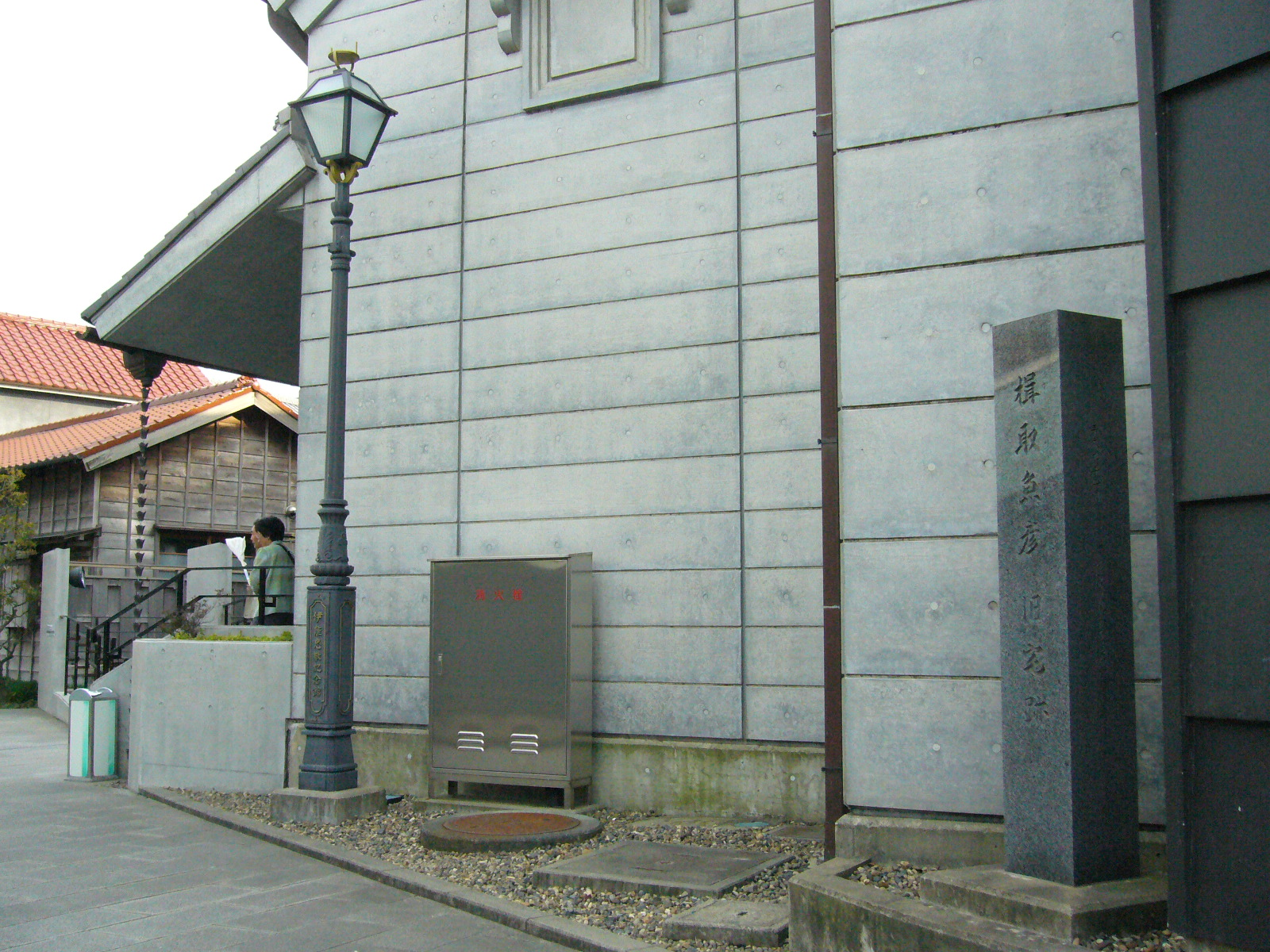
楫取魚彦旧宅跡
現・伊能忠敬記念館

享保8年（1723年）、下総国香取郡佐原（現・千葉県香取市）の名家である伊能茂左衛門家に生まれる。父は伊能景栄（かげまさ）。
はじめは俳諧をたしなみ、建部綾足の門に入って片歌をつくり、あわせて画を学んだ。その後、賀茂真淵に師事して古学を修め、県門の四天王と称揚される。弟子として窪俊満がいる。
明和2年（1765年）、家を伊能景序に譲って江戸に出て浜町に卜居し、家宅を「茅生庵」と号した。明和6年（1769年）に真淵が没した後、魚彦に学ぶ者は多く、遂には200人あまりになったという。
天明2年（1782年）に死去。享年60。下総香取郡牧野村の観満寺に葬る。

### 没後
大正13年（1924年）、正五位を追贈された。
伊能茂左衛門家は景序、景海と引き継がれ、曾孫の景晴（節軒・徳輝）は明治初期に小野川改修工事を行ったことで知られた。

## 業績
魚彦の国語学史上における功績に『古言梯（こげんてい）』がある。これは契沖の『和字正濫鈔』に典拠が少ないことを問題視し、『古事記』『日本書紀』『万葉集』などの古典のみならず、新資料として『新撰字鏡』などを出典として挙げながら、1883語を五十音順に排列して仮名遣いを示したもので、跋文は真淵が寄せている。本書は魚彦の没後に、補訂増補版にあたる類書が数多く出版されている。こうして契沖の学説の正当性が証明された。
また、魚彦は詠歌において、真淵に倣って万葉調に終始した。気魄においては少しばかり欠けるところがあるが、古代研究に裏付けられた古語の素養があった魚彦は、古句を自由に駆使して同音異義語を反復することで歌調を整えることで、『万葉集』に見られる声調を再現した。

## 作品

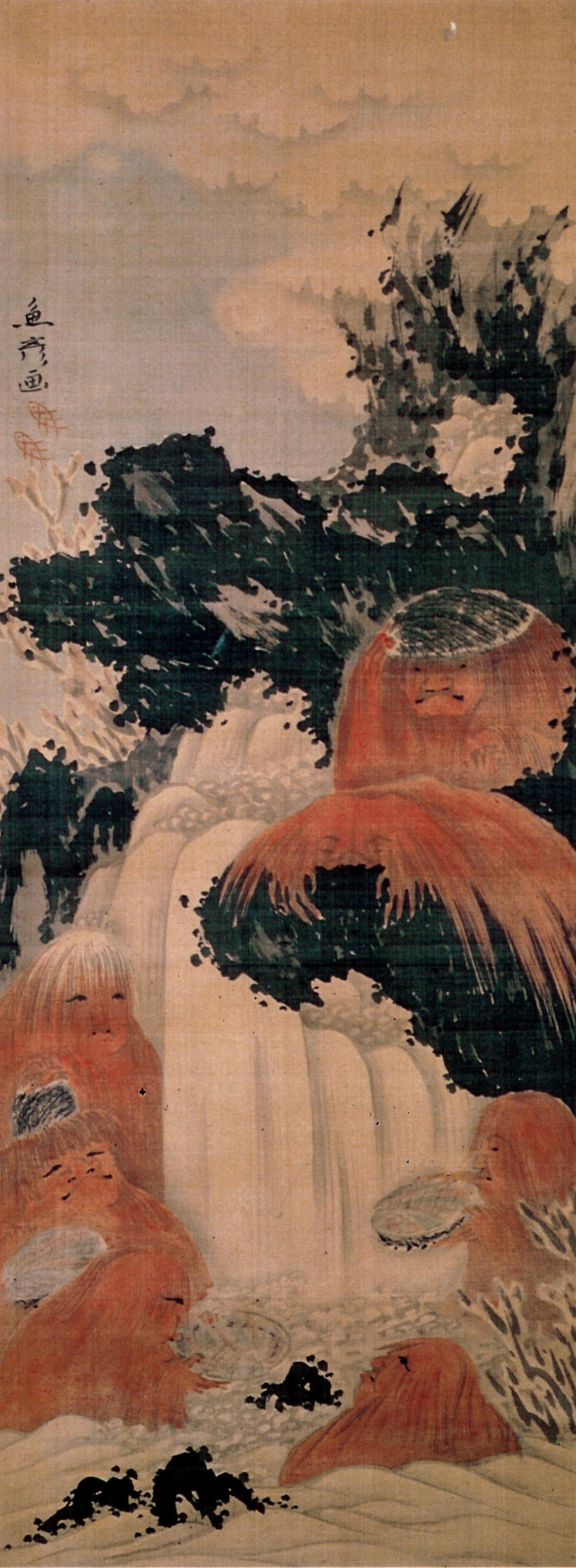
猩猩図　絹本墨画淡彩　江戸中期

画の作域は狭く、水墨の四君子、騰鯉図、富士山図、猩猩図などに限られている。
- 「梅花図」 紙本着色 静岡県立美術館所蔵
- 「酒泉猩々図」 絹本着色 静岡県立美術館所蔵

### 著書
- 「古言梯」
- 「古言梯再考」
- 「万葉集千歌」
- 「楢の嬬手」
- 「雨夜の燈火」
- 「冠辞懸緒」
- 「続冠辞考」
- 「ならの葉」
- 「百人一首略伝」
- 「筆のさきこと」
- 歌集「楫取魚彦家集」